# Causers of This
Causers Of This – debiutancki album studyjny Toro y moi, wydany 4 stycznia 2010 nakładem wytwórni Carpark Records. 

## Lista utworów
1. "Blessa" - 2:43
2. "Minors" - 3:02
3. "Imprint after" - 3:03
4. "Lissoms" - 2:13
5. "Fax Shadow" - 2:51
6. "Thanks Vision" - 3:44
7. "Freak Love" - 2:51
8. "Talamak" - 2:27
9. "You Hid" - 3:24
10. "Low Shoulder" - 3:35
11. "Causers of This (w/Timed Pleasure)" - 6:07